# Walc angielski

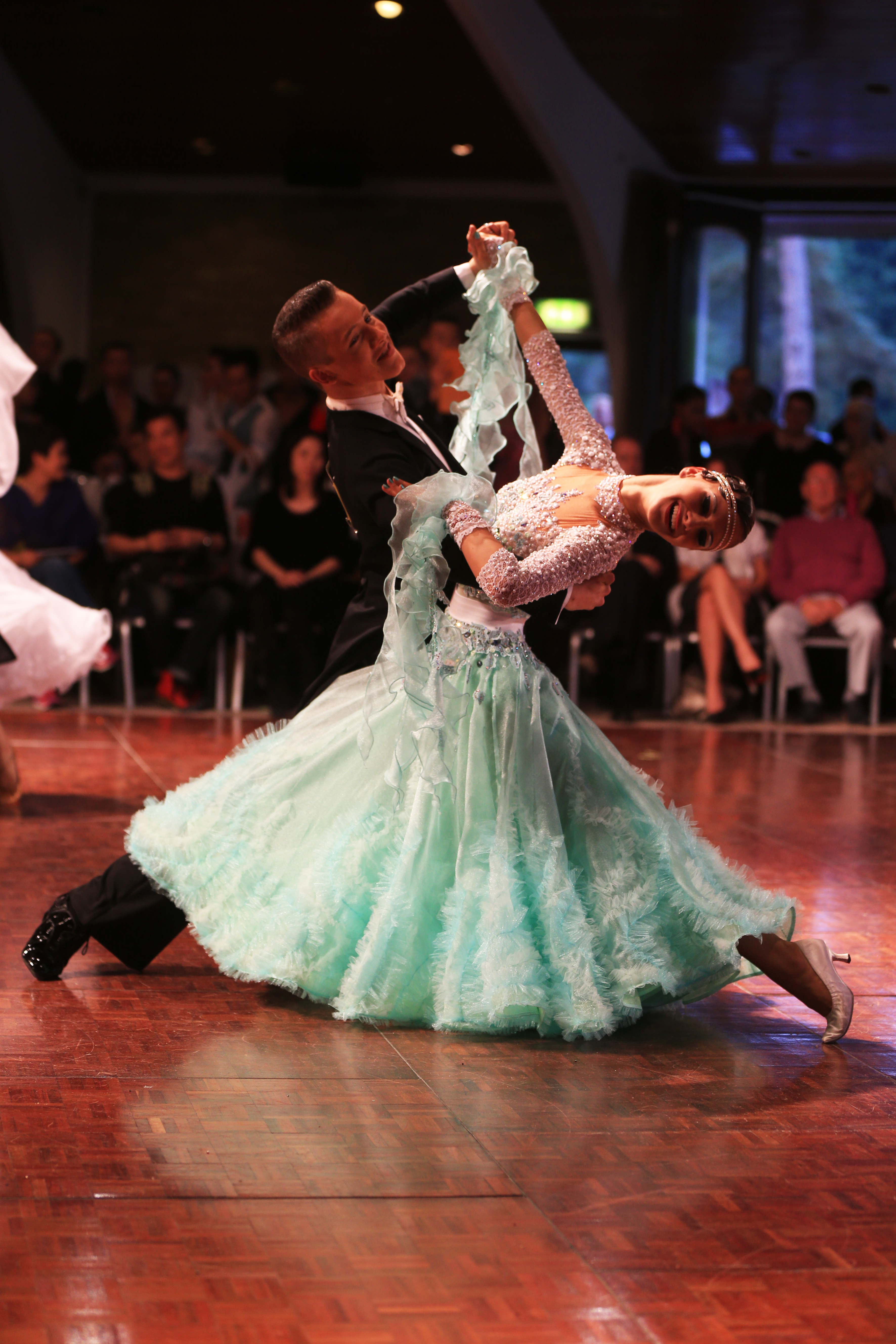
Walc angielski

Walc angielski – taniec towarzyski będący odmianą walca. Jego poprzednikami był walc wiedeński (podobieństwo prostych, rytmicznych ruchów i obrotów) i wywodzący się ze Stanów Zjednoczonych boston.
Taniec pochodzi z Anglii i po raz pierwszy został wykonany około roku 1910 w Londynie. Metrum 3/4, tempo 30 – 31 taktów/minutę, którego technikę i styl ustalono w Anglii w 1921 roku.
Jest tańcem swingowym, także metronometrycznym i wirowym. Na początku pierwszego uderzenia tańczy się płasko, pod koniec zaczyna się akcja unoszenia. W drugim kroku kontynuuje się unoszenie, zaś pod koniec trzeciego opada. Na turniejach tańca towarzyskiego jest tańczony przez pary jako pierwszy z tańców standardowych.
Walc angielski należy do klasycznych tańców turniejowych. Na kryteria oceny sędziowskiej składa się m.in. prawidłowe wykonanie wahadłowego ruchu pary, z różnymi wariantami unoszenia i opadania podczas każdego taktu. Niezwykle istotny jest także sposób trzymania partnerów, który przez cały czas tańczenia nie powinien się zmieniać, zaś sylwetki tancerzy powinny tworzyć subtelne linie. Walc angielski jest tańczony w kontakcie – ciała tancerzy stykają się od bioder aż do mostka partnerki,
Podstawowe figury to – obrót w prawo, chasse, wirówka, promenada, whisk, open telemark, tkacz, skrzydełko, wirówka w lewo, fallaway.